# Mas dels Quarts
El Mas dels Quarts és un mas situat al municipi de Perafort, a la comarca catalana del Tarragonès. S'hi troba un jaciment arqueològic que data del Neolític antic postcardial i el bronze mitja fins a la fi del baix imperi romà.